# Bruno de Finetti
Bruno de Finetti, född 13 juni 1906 i Innsbruck, död 20 juli 1985 i Rom, var en italiensk matematiker, sannolikhetsteoretiker, statistiker och aktuarie, känd för hans banbrytande arbete med teorin för subjektiva sannolikheter som ligger som grund för bayesiansk statistik.